# Myrmecia gilberti
Myrmecia gilberti är en myrart som beskrevs av Auguste-Henri Forel 1910. Myrmecia gilberti ingår i släktet bulldoggsmyror, och familjen myror. Inga underarter finns listade i Catalogue of Life.